# ブランドン・フィネガン
ブランドン・カイル・フィネガン（Brandon Kyle Finnegan, 1993年4月14日 - ）は、アメリカ合衆国テキサス州フォートワース出身のプロ野球選手（投手）。左投左打。MLBのシンシナティ・レッズ傘下所属。

## 経歴

### プロ入り前
2011年のMLBドラフト45巡目（全体1374位）でテキサス・レンジャーズから指名されたが、この時は入団せずテキサスクリスチャン大学に進学。
2013年には第39回日米大学野球選手権大会のメンバーとして来日している。

### プロ入りとロイヤルズ時代
2014年のMLBドラフト1巡目（全体17位）でカンザスシティ・ロイヤルズから指名され、6月28日に契約。入団後は傘下のA+級ウィルミントン・ブルーロックスとAA級ノースウエストアーカンソー・ナチュラルズでプレー。マイナーでは2球団合計で13試合（先発5試合）に登板して0勝4敗、防御率1.33、26奪三振を記録した。
9月1日にセプテンバーコールアップでメジャー初昇格。9月7日のニューヨーク・ヤンキース戦でメジャーデビューしたが、これは2014年のドラフトで指名された選手の中で最も早いメジャーデビューとなった。同年メジャーでは7試合・7.0イニングと出番こそ少なかったが、防御率1.29、投球回を上回る10三振を奪った一方で与四球は僅かに1と実力を発揮した。
ロイヤルズは同年、29年ぶりにポストシーズンに進出したが、フィネガンもメンバー登録された。9月30日のオークランド・アスレチックスとのワイルドカードゲームでは延長10回表から6番手として登板し、2.1回を投げた。12回表にアルベルト・カヤスポに勝ち越しの適時打を打たれたが、後続を代わったジェイソン・フレイザーが抑え、その裏にチームは2点を挙げて逆転でサヨナラ勝ちした。10月3日のロサンゼルス・エンゼルス・オブ・アナハイムとのディビジョンシリーズ第2戦では延長10回裏から4番手として登板して無失点に抑え、11回表にチームは勝ち越して逃げ切ったため、勝利投手となった。
2015年は開幕をマイナーで迎えたが、4月25日にメジャーへ昇格した。メジャーでは14試合に登板して防御率2.96、3勝無敗、WHIP1.19という好成績をマーク。

### レッズ時代
2015年7月26日、ジョニー・クエトと金銭のトレードで、ジョン・ラム、コディ・リードと共にシンシナティ・レッズへ移籍した
。レッズ加入後は、リリーフではなく先発で起用され、6試合中4試合で先発として投げた。防御率4.18・2勝2敗・WHIP1.23というスタッツのほか、23.2イニングで三振を24個奪った。トータルでは20試合に登板し、うち4試合が先発登板、防御率3.56、5勝2敗、WHIP1.21、21四球、45奪三振という成績を記録した。
2016年、メジャー3年目で初めてフルシーズン先発ローテーションに定着し、31試合に先発登板。リーグワースト2位の84四球を出す制球面での課題はあったが、防御率3.98・10勝11敗・145奪三振・WHIP1.36というまずまずの成績を残し、低迷するチームにあってローテーションの中心的存在の1人として力投した。
2019年3月28日にDFAとなり、4月2日にマイナー契約で傘下のAAA級ルイビル・バッツへ配属された。

## 詳細情報

### 年度別投手成績
| 年 度    | 球 団    | 登 板 | 先 発 | 完 投 | 完 封 | 無 四 球 | 勝 利 | 敗 戦 | セ 丨 ブ | ホ 丨 ル ド | 勝 率 | 打 者 | 投 球 回 | 被 安 打 | 被 本 塁 打 | 与 四 球 | 敬 遠 | 与 死 球 | 奪 三 振 | 暴 投 | ボ 丨 ク | 失 点 | 自 責 点 | 防 御 率 | W H I P |
| -------- | -------- | ----- | ----- | ----- | ----- | -------- | ----- | ----- | -------- | ----------- | ----- | ----- | -------- | -------- | ----------- | -------- | ----- | -------- | -------- | ----- | -------- | ----- | -------- | -------- | ------- |
| 2014     | KC       | 7     | 0     | 0     | 0     | 0        | 0     | 1     | 0        | 1           | .000  | 28    | 7.0      | 6        | 0           | 1        | 0     | 0        | 10       | 0     | 0        | 1     | 1        | 1.29     | 1.00    |
| 2015     | KC       | 14    | 0     | 0     | 0     | 0        | 3     | 0     | 0        | 0           | 1.000 | 99    | 24.1     | 16       | 3           | 13       | 0     | 1        | 21       | 0     | 0        | 8     | 8        | 2.96     | 1.19    |
| 2015     | CIN      | 6     | 4     | 0     | 0     | 0        | 2     | 2     | 0        | 0           | .500  | 98    | 23.2     | 21       | 5           | 8        | 0     | 0        | 24       | 0     | 0        | 11    | 11       | 3.56     | 1.23    |
| '15計    | CIN      | 20    | 4     | 0     | 0     | 0        | 5     | 2     | 0        | 0           | .714  | 197   | 48.0     | 37       | 8           | 21       | 0     | 1        | 45       | 0     | 0        | 19    | 19       | 3.56     | 1.21    |
| 2016     | CIN      | 31    | 31    | 1     | 0     | 0        | 10    | 11    | 0        | 0           | .476  | 734   | 172.0    | 150      | 29          | 84       | 2     | 4        | 145      | 6     | 2        | 86    | 76       | 3.98     | 1.36    |
| 2017     | CIN      | 4     | 4     | 0     | 0     | 0        | 1     | 1     | 0        | 0           | .500  | 59    | 13.0     | 9        | 1           | 13       | 0     | 0        | 16       | 1     | 0        | 6     | 6        | 4.15     | 1.69    |
| 2018     | CIN      | 5     | 5     | 0     | 0     | 0        | 0     | 3     | 0        | 0           | .000  | 103   | 20.2     | 27       | 5           | 15       | 2     | 0        | 14       | 1     | 0        | 20    | 17       | 7.40     | 2.03    |
| MLB：5年 | MLB：5年 | 67    | 44    | 1     | 0     | 0        | 16    | 18    | 0        | 1           | .471  | 1121  | 260.2    | 229      | 43          | 134      | 4     | 5        | 230      | 8     | 2        | 132   | 119      | 4.11     | 1.39    |

- 2018年度シーズン終了時

### 背番号
- 27（2014年 - 2015年途中）
- 31（2015年途中 - 同年終了）
- 29（2016年 - 2018年）

### 代表歴
- 第39回日米大学野球選手権大会アメリカ合衆国代表